# Štefan Kühar
Štefan Kühar (mađarski: Kühár István) (Gradišče, 28. kolovoza, 1887. – Beltinci, 1. siječnja, 1922.) je slovenski pisac, političar i rimokatolički svećenik. Kühar je bio jedan zastupnik autonomije za Slovensku krajinu (Prekomurje i Porabje).
Rodio se u mjestu Gradišče kod Mure u Mađarskoj. Roditelji su bili Jožef Kühar sejač i Katarina Gomboc, koja je pripadala nižem plemstvu. Imao je jednog brata, Janoš Kühar, koji je pisao na prekomurskom jeziku.
Posvetili su ga za svećeničku službu 29. lipnja, 1911. godine. Kapelan je bio na Tišini (1911. – 1912.), u Beltincima, ovdje također administrator, tada svećenik. Publicirao je članke u prekomurski katolički mjesečnik Marijin list.
Po prvom svjetskom ratu je Slovenska lüdska stranka u Mađarskoj tražila prekomursku autonomiju i dokinuće mađarizacije. Glavni zastupnici su bili: Jožef Klekl, Ivan Baša, Štefan Kühar, Jožef Sakovič i također hrvatski Jožef Čarič. Klekl, Kühar i drugi su željeli autonomiju ne samo u Mađarskoj, nego i u Sloveniji, no nije se utvrdila prekomurska autonomija. Kühar se je do njegove smrti trsio čuvati prekomurski jezik, kao Klekl i Sakovič.